# Serranía de Huayllamarca

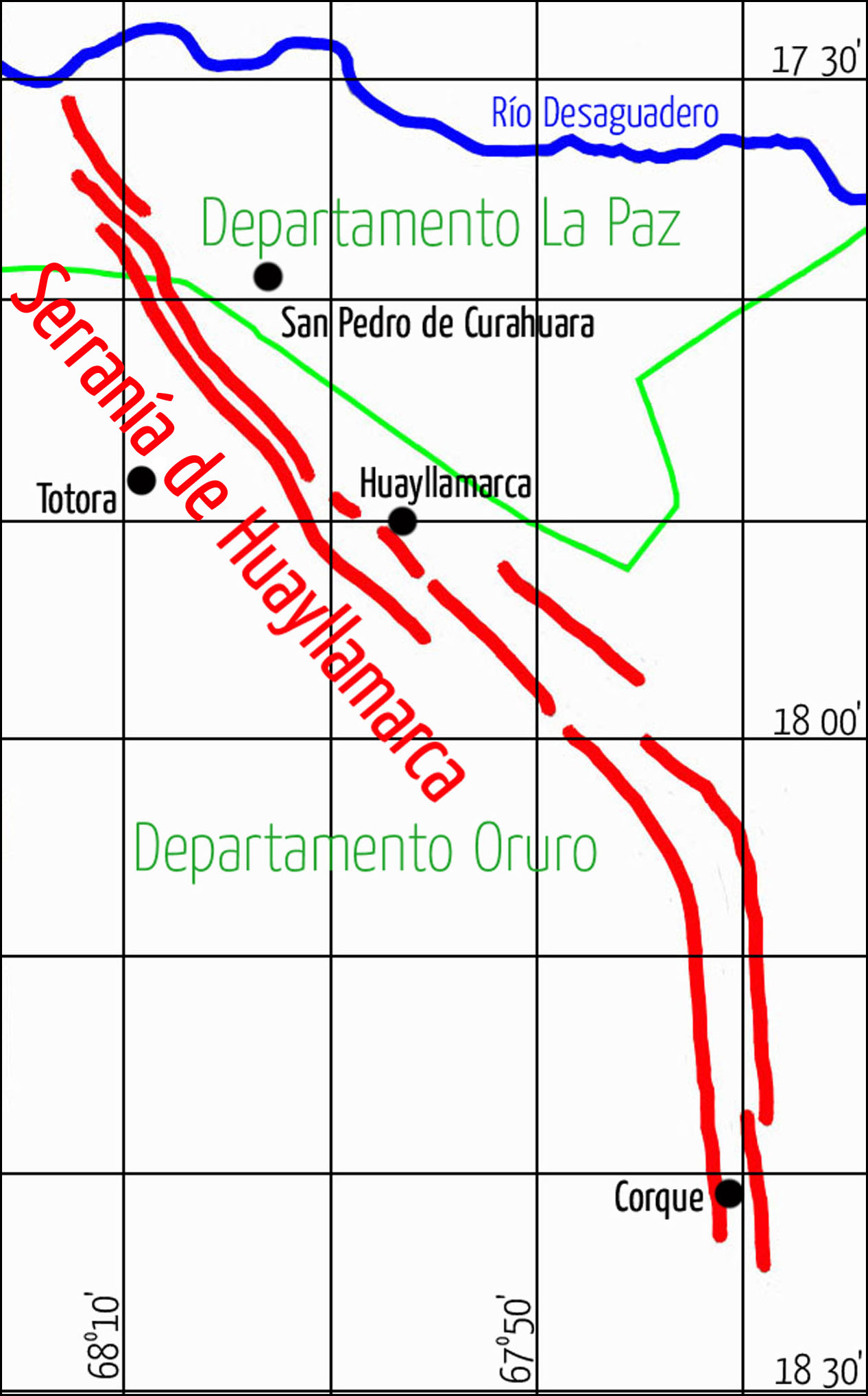
Karte der Serranía de Huayllamarca

Die Serranía de Huayllamarca („Gebirgsland von Huayllamarca“) ist ein Faltengebirge im Hochland von Bolivien.
Die Serranía de Huayllamarca ist ein etwa einhundert Kilometer langer Höhenrücken, der sich auf dem Altiplano westlich der Stadt Oruro in nordwestlich-südöstlicher Richtung erstreckt und aus Sandstein, Konglomeratgestein und Lutit aufgebaut ist. Er beginnt im Süden nahe der Ortschaft Corque und setzt sich nach Norden und Nordwesten bis zum Río Desaguadero fort, Ausläufer des Höhenrückens reichen weiter nördlich bis an den Südrand des Titicaca-Sees.
Der Gebirgsriegel erhebt sich über weite Strecken nur wenige hundert Meter über den 3.700 bis 4.000 m hohen Altiplano, im mittleren Abschnitt erreicht er eine Höhe bis 4.700 m. Aufgrund der geringen Niederschläge in den Wintermonaten weisen viele der kleinen Flüsse entlang des Höhenrückens nur eine periodische Wasserführung auf.